# Choanophorus indicus
Choanophorus indicus är en ringmaskart som beskrevs av Bubko 1965. Choanophorus indicus ingår i släktet Choanophorus och familjen skäggmaskar. Inga underarter finns listade i Catalogue of Life.